# Yenikızılelma, Mustafakemalpaşa
Yenikızılelma là một xã thuộc huyện Mustafakemalpaşa, tỉnh Bursa, Thổ Nhĩ Kỳ. Dân số thời điểm năm 2011 là 128 người.